# 阿比留李帆
阿比留李帆（1993年7月17日—），是日本女性偶像團體SKE48 Team KII的成員之一。愛知縣出身，隸屬於AKS事務所。

## 來歷
- 2009年3月 - SKE48第2期生選拔合格（參加總數3,248名、三次審査通過者24名）。
- 2009年5月25日 - 以二期生為主的Team KII結成，但是，雖同為二期生，不過卻是以研究生的身分開始。
- 2010年12月6日 - 由研究生升格至Team KII，成為了正式成員。
- 2015年1月7日 - 卒業發表
- 2015年4月30日 - 最終公演，同時停止在SKE48的活動

## 人物
- 公演口號為「 今天的心情、加油李帆！」。
- 喜歡偶像、而在Team KII之中、所推的成員為石田安奈[1]。

## 参加组合曲
teamKII 1st Stage 「想见你」公演
- 淚之湘南
- 海邊的CHERRY
- 里約的革命

teamKII 2nd Stage 「手牵手」公演
- 雨之鋼琴師

## 出演

### 演唱會
- 「神公演予定」～因诸多因素、也有可能无法成为神公演、望体谅（2009年4月25日、NHKホール）
- 剧场外演唱会「初次的课外教学」（2009年5月24日、ボトムライン）
- 结成1周年纪念公演「夺取天下吧!」（2009年7月30日、CLUB DIAMOND HALL）
- 名古屋一揆（2009年12月25日、Zepp Nagoya）
- SKE48 傳說、開始了！ （2010年4月29日、Zepp Nagoya）
- AKB48 AKB48演唱會 沒有驚喜（2010年7月10日・11日、代々木第一体育館）
- SKE48 重溫時間 最佳曲目30 2010 哪個是神曲?（2010年7月31日、名古屋センチュリーホール）

## 註解
1. ↑  http://www.ske48.co.jp/blog/?id=20110410101609351&writer=abiru_riho%5B%5D

## 外部連結
- SKE48公式プロフィール （页面存档备份，存于）